# سنجاقک جواهر نشان
سنجاقک جواهر نشان (نام علمی: Zygonyx iris) نام یک گونه از تیره آسیابک‌های آب‌نشین است.این گونه در بسیاری از کشورهای آسیایی زندگی و تولید مثل میکند. لاورهای این گونه در جویبارهای صخره ای رشد و نمو پیدا میکنند.